# Angus McIntyre
Angus McIntyre ist ein schottischer Musiker und TV-Produzent.
McIntyre wuchs in Glasgow auf. Er spielte Gitarre bei Wray Gunn And The Rockets, bei den Styng Rites und mehrere Jahre in der Gruppe The Kaisers.
Zusammen mit seinem Schulfreund Fin gründete er 2007 das Projekt Gus & Fin. Sie coverten mit der Ukulele Stücke von den Ramones und vielen anderen Musikern. Sie besuchten unter anderem das International Ukelele Festival Belgium in Sint-Niklaas im Mai 2009 und das Fête de la Musique in Paris im Juni 2012. Sie spielten auch in Irland und Deutschland. McIntyre erläuterte: „Ich stamme aus der Punk-Generation, die gerade aktuell war, als ich noch in der Schule war, und die Idee, dass jeder mit drei Akkorden eine Band gründen kann, spricht mich immer noch an. So wie die Sex Pistols und The Clash sich gegen die übertriebene Pompösität und instrumentale Virtuosität von Bands wie Emerson Lake and Palmer wandten, denke ich, dass das Spielen dieser Punk-Klassiker auf der bescheidenen Ukulele noch einen Schritt weiter geht.“ Auf seinem Youtube-Kanal spielte er unter anderem auch mit Duglas Stewart, dem Sänger der BMX Bandits.
Angus McIntyre wurde 2015 angesprochen, einen Film über Synthesizer zu machen. Er engagierte Musiker für ein Cover von Blue Monday mit Instrumenten aus den 1930er Jahren für das Projekt Orkestra Obsolete. Graeme Miller spielte Dulcimer, Theremin, Weingläser und Singende Säge. Richard Anderson spielte Kontrabass. McIntyre selbst spielte darin unter anderem Schlagzeug, Ukulele, Banjo, Schlitztrommel, Harmonium, Clavioline. Weitere Beteiligte waren Nicola Reade, Michael Pappas und Sven Werner.